# Narodowa Rada Badań Archiwów Securitate
Narodowa Rada Badań Archiwów Securitate (rum. Consiliul Național pentru Studierea Arhivelor Securității – CNSAS, ang. The National Council for the Study of Securitate Archives), organ państwowy powstały na mocy ustawy nr 187 z dnia 7 grudnia 1999.
Początkowo prace w tym zakresie były kontynuowane pod nadzorem rumuńskich służb specjalnych, a dokumenty były rozdawane jedynie na wniosek zainteresowanych. W wyniku wielu kontrowersji prezydent Emil Constantinescu podjął decyzję, iż właściwą instancją do ich rozwiązywania będzie Rada Najwyższa ds. Obrony. 29 grudnia 2006 zakończono akcję przenoszenia 1 600 000 akt do CNSAS.
W 2008 rumuński Trybunał Konstytucyjny orzekł ustawę powołującą CNSAS jako w pewnym zakresie niezgodną z konstytucją. Rząd przyjął następnie w dniu 5 marca 2008 nową ustawę, z zastrzeżeniem, że nie są prawnie wiążące udzielane przez CNSAS informacje o współpracy z Securitate polityków, sędziów, wyższych urzędników i innych osób publicznych. Od 2008 jest to zadanie dla Sądu Apelacyjnego w Bukareszcie (Curțea de Apel București).